# Caumont (Eure)
Caumont település Franciaországban, Eure megyében. Lakosainak száma 1132 fő (2022. január 1.). Caumont La Bouille, Mauny, Sahurs és Saint-Pierre-de-Manneville községekkel határos.

## Népesség
A település népességének változása:
| Lakosok száma | 605  | 759  | 951  | 1005 | 1008 | 1026 | 1058 | 1062 | 1086 | 1132 |
|               | 1968 | 1982 | 1990 | 2006 | 2013 | 2015 | 2017 | 2019 | 2020 | 2022 |